# Zorana Adžic
Zorana Adžic (ur. 28 sierpnia 1984) – serbska lekkoatletka, biegaczka długodystansowa. Podczas kariery sportowej reprezentowała Jugosławię.
Czwarta zawodniczka mistrzostw Europy juniorów w biegu na 5000 metrów (2001).
Dwukrotna uczestniczka mistrzostw Europy w przełajach (w kategorii juniorek: 78. lokata w 2000 oraz 51. lokata w 2001).
Mistrzyni Jugosławii w biegu na 5000 metrów (2001).